# Lu7
Lu7（エルユーセブン）は、梅垣ルナ（キーボード）、栗原務（ギター）から構成される器楽曲音楽ユニット。

## 略歴
作曲家として多方面で活動する梅垣ルナ、ロックバンドEUROXやElectric Guitar Quartetのギタリスト、栗原務によって2000年に結成。
ユニット結成の経緯は、1998年に日本クラウンよりリリースされたElectric Guitar Quartet作品のレコーディングに梅垣がキーボードで参加したことから。2000年に日本クラウンよりリリースされた2ndアルバム「Electric Guitar Quartet II」では、梅垣は演奏/編曲の他に楽曲提供。結成当初はmp3.comでの音楽配信が活動の中心で、様々な音楽的実験を行っていた。
2002年、1stアルバム「efflorescence」をmp3.comよりリリース。mp3.comのジャズフュージョン・チャートで1位を獲得。2005年、2ndアルバム「L'esprit de l'exil」をフランスのmuseaレコード（国内ではインターミュージック）よりリリース。2006年、mp3.comのサイト閉鎖に伴い廃盤であった1stアルバム「efflorescence」を、ボーナス・トラック付でmuseaレコードより再リリース。BS日本「MIT Revolutions」に出演。2009年、G-SHOCKオリジナルキャラクターである「G-SHOCK MAN」CGアニメーションの音楽を担当。2010年、3rdアルバム「Bonito」、2014年、4thアルバム「Azurite Dance」、2018年、2ndアルバム・リミックス&リマスター「L'esprit de l'exil Revisité」、2019年、5thアルバム「3395」、2023年、6thアルバム「Charon Kalon」をそれぞれVMEからリリース。

## 音楽性
ジャズフュージョンをベースにしながらも、エレクトロやエスニック、クラシック、ヒーリングと様々な要素が入っているのが特徴。ギターとキーボードと木管楽器の三人組ユニットであるが、演奏形態としては必ずデュオ形態ではなく、曲によってドラム、ベース、パーカッション、ヴァイオリン、バグパイプ奏者などが加わり、その形態を変化させる。

## ディスコグラフィ
- 1stアルバム「efflorescence」（MP3.com 251203 ）（2002年）
- 1stアルバム「efflorescence」（InterMusic IM-007 ）（2006年）
- 2ndアルバム「L'esprit de l'exil」（InterMusic IM-003 ）（2005年）
- 3rdアルバム「Bonito」（VME VGDBRZ0043）（2010年）
- 4thアルバム「Azurite Dance」（VME VGDBRZ0055）（2014年）
- 2ndアルバム・リミックス＆リマスター盤「L'esprit de l'exil Revisité」（VME VGDBRZ0068）（2018年）
- 5thアルバム「3395」（VME VGDBRZ0069）（2019年）
- 6thアルバム「Charon Kalon」（VME VGDBRZ0078）（2023年）

## 映像参加作品
- 「G-Shock man movie」CASIO（2009年）